# Philipp Dott

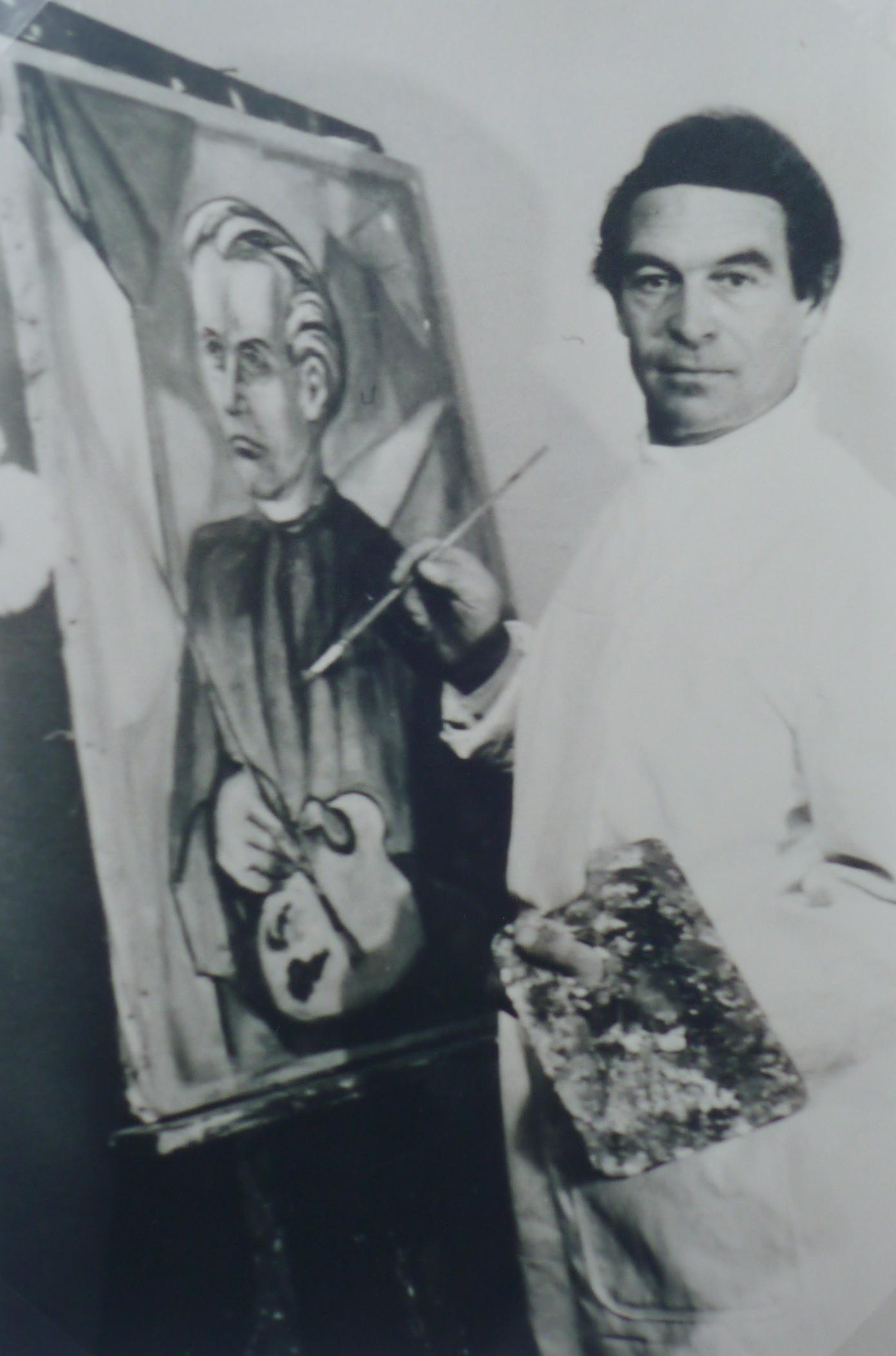
Philipp Dott (1961)

Philipp Dott (* 1. Juli 1912 in Neuwied; † 1. Mai 1970 in Koblenz) war ein deutscher Maler und Sgraffito-Künstler.

## Leben
Philipp Dott wuchs mit seinem jüngeren Bruder Heinrich (1914–1942) im elterlichen Hause in Koblenz-Metternich, Raiffeisenstr. 118 auf. Er erlernte wie sein Vater das Zimmererhandwerk. Schon in seiner Jugend begann Dott als Autodidakt mit Malerei und Bildhauerei. 1941 wurde er im Zweiten Weltkrieg zur Wehrmacht eingezogen, u. a. war er in Metz Soldat und kehrte 1946 aus französischer Gefangenschaft in Attichy heim.

## Künstlerisches Schaffen
Nach der Kriegsgefangenschaft entstanden zahlreiche aussagekräftige Bilder über „Krieg und Tod“. Dott lebte seitdem als freischaffender Künstler im elterlichen Haus. Er malte in Öl, Aquarell und Gouachen heimatliche Motive, Porträts und Stillleben. In den 1950er Jahren fertigte Dott in Koblenz und Umgebung an zahlreichen Hauswänden reliefartige Werke (Sgraffito) als Auftragsarbeiten von Stadt, Gemeinden und Privatleuten. Er beherrschte die Kratzputztechnik (Sgraffito) so gut, dass sie noch nach Jahrzehnten in Form und Farbe erhalten sind. 1963 erhielt Dott von der Gülser Pfarrgemeinde den Auftrag, die Kapelle und den Kreuzweg am Gülser Heyerberg mit seiner Sgraffito-Technik zu gestalten. Es folgten Sgraffiti am Rathaus in Güls, am Koblenzer Krankenhaus Brüderhaus St. Josef und viele mehr.
In den Jahren 1959 bis 1964 arbeitete er als Zeichner und Karikaturist für die Rhein-Post in Oberlahnstein. 1966 unternahm er eine Studienreise nach Paris. Im Austausch mit anderen Künstlern erweiterte er sein malerisches Können.

## Einzelausstellungen
- November 2018: Kunsttage in Ehrenbreitstein – Theater Am Ehrenbreitstein – Auswahl von Karikaturen „Koblenzer Alltagsthemen der 50-60er Jahre“
- Dezember 2014 bis März 2015: Im Mittelrhein-Museum Koblenz erstmals seit 1970 eine Retrospektive mit über 30 Originalen aus dem Fundus des Mittelrhein-Museums und des Sammler-Ehepaars Marita und Hermann Warnke.[3]
- 1969: Große Ausstellung mit den Jahresarbeiten 1969 in der Rhein-Mosel-Halle Koblenz. Das Mittelrhein-Museum Koblenz kaufte einige Gemälde und eine Skulptur von Philipp Dott an.
- 1965: Kurfürstliches Schloss Koblenz
- 1961: Kurfürstliches Schloss Koblenz
- 1957: Rhein-Mosel-Halle Koblenz

## Gruppenausstellungen
- 2016: Heimatmuseum Güls – Ansichtssache! „Maler und Fotografen sehen Güls“
- 1965: Haus Metternich – Kunst-Weihnachtsmarkt
- 1961: Kurfürstliches Schloss Koblenz – Tombola
- 1951: Alte Burg – Weihnachtskunstausstellung
- 1949: Alte Burg – Kunstausstellung
- 1948: Alte Burg – Weihnachtskunstausstellung
- 1948: Alte Burg – Tombola
- 1948: Alte Burg – Sommerkunstausstellung
- 1947: Alte Burg – Weihnachtskunstausstellung
- 1947: Alte Burg – Sommerkunstausstellung
- 1947: Kreismuseum Neuwied – Der Mittelrhein in zeitgenössischer Kunst
- 1947: Kunsthandlung Gebr. Meister – Kollektivausstellung
- 1946: Alte Burg – Weihnachtskunstausstellung
- 1946: Alte Burg – Schau mittelrheinischer Künstler